# Telmatochromis vittatus
Telmatochromis vittatus är en fiskart som beskrevs av Boulenger, 1898. Telmatochromis vittatus ingår i släktet Telmatochromis och familjen Cichlidae. IUCN kategoriserar arten globalt som livskraftig. Inga underarter finns listade i Catalogue of Life.